# Hana Makhmalbaf
Hana Makhmalbaf (Teherán, Irán, 3 de septiembre de 1988) es una directora de cine iraní, hija de los realizadores Mohsen Makhmalbaf y Marzieh Meshkini, y hermana de la también directora Samira Makhmalbaf. Consiguió un amplio reconocimiento internacional gracias a su película Buda explotó por vergüenza, que dirigió con tan solo 18 años.

## Biografía
Nacida en el seno de una familia dedicada al completo al cine, Hana actuó con 7 años en la película Un momento de inocencia, realizada por su padre, Mohsen Makhmalbaf. En 1996, con 8 años, empezó a cursar estudios de cine en la escuela de cine que su padre acababa de crear en Teherán, la Makhmalbaf Film House. Ese mismo año realizó un cortometraje en vídeo, The Day My Aunt Was ill, que atrajo la atención de la crítica internacional en el Festival Internacional de Cine de Locarno 1997, en Suiza. En paralelo, Hana colaboró en varias películas producidas por miembros de su familia, como fotógrafa, ayudante de dirección y guionista.
Con 14 años, filmó con una cámara digital el documental La alegría de la locura (Joy of Madness en inglés, Lezate divanegi en persa), sobre el proceso de selección de actores no profesionales que llevó a cabo su hermana Samira en Kabul, para su película A las cinco de la tarde. El documental se estrenó en la Mostra de Venecia de 2003, donde casi se prohibió a Hana asistir a la proyección, debido a que en Italia un menor no puede ver una película que aún no ha sido calificada. El documental ganó tres premios internacionales. El mismo año, Hana publicó un libro de poesía titulado Visa for one moment.
Su primer largometraje, Buda explotó por vergüenza (Buddha Collapsed Out Of Shame en inglés, Buda as sharm foru rikht en persa), fue rodado en 2007 con actores no profesionales en un pueblo de la provincia de Bamiyan, en Afganistán, sobre un guion escrito por su madre, Marziyeh Meshkini. La película cosechó un gran éxito y fue galardonada en diversos festivales internacionales de cine como el Festival Internacional de Cine de Berlín y el Festival Internacional de Cine de San Sebastián.
Su última película, Green Days (Ruzhaye sabz en persa), de la que se encargó también del guion, fue rodada en Irán durante las manifestaciones de junio de 2009 que provocó la controvertida reelección del presidente Mahmoud Ahmadinejad. A medio camino entre el documental y la ficción, la película se estrenó en la Mostra de Venecia 2009 y fue presentada en el Festival de San Sebastián. Hana Makhmalbaf aprovechó el lanzamiento de la película para denunciar públicamente en numerosas ocasiones las violaciones de los derechos humanos y políticos en Irán.
Hana Makhmalbaf fue miembro del jurado de varios festivales internacionales de cine: en 2009 en el Festival Internacional de Lisboa y en el CPH:DOX (Festival Internacional Documental de Copenhague) en Dinamarca, y en 2010 en el Festival Internacional de Berlín y en el Festival internacional de Tbilisi, en Georgia.

## Premios y distinciones
Festival Internacional de Cine de San Sebastián
| Año  | Categoría                  | Película                   | Resultado |
| ---- | -------------------------- | -------------------------- | --------- |
| 2007 | Premio Especial del Jurado | Buda explotó por vergüenza | Ganadora  |
| 2007 | Premio TVE - Otra Mirada   | Buda explotó por vergüenza | Ganadora  |

- La alegría de la locura
  - Mención especial de la Associazione Cultrale le tre Ghinee, Mostra de Venecia, Italia, 2003
  - Premio especial del jurado, Festival de Tokyo Filmex 2003, Japón
- Buda explotó por vergüenza
  - Premio Unicef Paolo Ungari, Festival Internacional de Roma, Italia, 2007
  - Premio Daniel Langlois a la Innovación, Festival du nouveau cinéma, Montréal, Canadá, 2007
  - Premio Woman & Equality, Festival de Salónica, Grecia, 2007
  - Oso de cristal y premio por la paz, Festival Internacional de Berlín, Alemania, 2008
  - Premio Finestre sul Mondo a la mejor película de ficción, Festival de cine africano, de  Asia y América Latina, Milán, Italia, 2008
  - Premio FIPRESCI a la mejor película, Festival Internacional de cine de mujeres, Ankara, Turquía, 2008
  - Premio del Traverse City Film Festival, Estados Unidos, 2008
  - Premio del jurado, Festival internacional de cine de autor, Marruecos, 2008
  - Silver Mirror, Festival de cine del sur, Noruega, 2008
  - Golden Deer, Festival de Molodist, Ukrania, 2008
- Green Days
  - Premio Derechos Humanos, Festival de Tubingen, Alemania, 2009
  - Premio al mejor realizador, Festival Internacional de cine de Derechos Humanos, Biskek, Kirguistán, 2010